# Primera División de España 1983-84
La temporada 1983/84 de la Primera División de España de fútbol corresponde a la 53.ª edición del campeonato. Se disputó entre el 3 de septiembre de 1983 y el 29 de abril de 1984.
El Athletic Club revalidó el título conseguido la temporada anterior. Con ocho campeonatos, los vascos igualaron al Atlético de Madrid como tercer equipo más laureado de la historia de la liga española, por detrás del Real Madrid (20 títulos) y el F. C. Barcelona (9 títulos). Este título de liga del Athletic Club es, a día de hoy, el último ganado en su historia. 
En esta temporada, además, el Athletic ganó la Copa del Rey, logrando el doblete por quinta vez en su historia. Como vencedor de ambas competiciones, fue automáticamente proclamado campeón de la Supercopa de España.

## Sistema de competición
La Primera División de España 1983/84 fue organizada por la Real Federación Española de Fútbol. Tomaron parte dieciocho equipos de toda la geografía española, integrados en un grupo único. Siguiendo un sistema de liga, se enfrentaron todos contra todos en dos ocasiones -una en campo propio y otra en campo contrario- sumando un total de 34 jornadas. El orden de los encuentros se decidió por sorteo antes de empezar la competición.
La clasificación final se estableció con arreglo a los puntos obtenidos en cada enfrentamiento, a razón de dos por partido ganado, uno por empatado y ninguno en caso de derrota. Los mecanismos para desempatar la clasificación, si al finalizar el campeonato dos equipos igualaban a puntos, fueron los siguientes:
1. El que tuviera una mayor diferencia en el goal average o promedio de goles (cociente entre goles a favor y en contra) en los enfrentamientos entre ambos.
2. Si persistía el empate, el que tuviera el mayor goal average en todos los encuentros del campeonato.

### Efectos de la clasificación
El equipo que más puntos sumó al final del campeonato fue proclamado campeón de liga y obtuvo el derecho automático a participar en la siguiente edición de la Copa de Europa.
Los tres mejores calificados, al margen de los clasificados para la Copa de Europa (el campeón de liga) y la Recopa de Europa (el campeón de la Copa del Rey), obtuvieron una plaza para participar en la próxima Copa de la UEFA. Un cuarto equipo español, el campéón de la Copa de Liga, también accedió a este torneo continental.
Por su parte, los tres últimos clasificados descendieron a Segunda División, de la que ascendieron, recíprocamente, tres equipos.

## Equipos participantes

### Equipos por comunidad autónoma
| N.° | Comunidad autónoma | Equipos                             |
| --- | ------------------ | ----------------------------------- |
| 4   | Andalucía          | Cádiz, Málaga, Real Betis y Sevilla |
| 2   | Castilla y León    | Real Valladolid y Salamanca         |
| 2   | Cataluña           | Barcelona y Espanyol                |
| 2   | Madrid             | Atlético de Madrid y Real Madrid    |
| 2   | País Vasco         | Athletic Club y Real Sociedad       |
| 1   | Aragón             | Real Zaragoza                       |
| 1   | Asturias           | Real Sporting                       |
| 1   | Islas Baleares     | Mallorca                            |
| 1   | Murcia             | Real Murcia                         |
| 1   | Navarra            | Osasuna                             |
| 1   | Valencia           | Valencia                            |

### Ascensos y descensos
Un total de dieciocho equipos disputaron la liga: los quince primeros clasificados de la Primera División de España 1982-83 y los tres primeros clasificados de la Segunda División de España 1982-83. La siguiente tabla muestra los intercambios de plazas previos al comienzo de esta temporada:
| Pos. | Descendidos a Segunda División |
| ---- | ------------------------------ |
| 16.º | U. D. Las Palmas               |
| 17.º | R. C. Celta de Vigo            |
| 18.º | Racing de Santander            |

| Pos. | Ascendidos de Segunda División |
| ---- | ------------------------------ |
| 1.º  | Real Murcia C. F.              |
| 2.º  | Cádiz C. F.                    |
| 3.º  | R. C. D. Mallorca              |

### Información de los equipos
| Equipo             | Ciudad        | Entrenador         | Capitán                   | Estadio               | Capacidad | Proveedor | Patrocinador |
| ------------------ | ------------- | ------------------ | ------------------------- | --------------------- | --------- | --------- | ------------ |
| Athletic Club      | Bilbao        | Javier Clemente    | Dani Ruiz-Bazán           | San Mamés             | 46 223    | Adidas    |              |
| Atlético de Madrid | Madrid        | Luis Aragonés      | Miguel Ángel Ruiz         | Vicente Calderón      | 65 695    | Puma      |              |
| Barcelona          | Barcelona     | César Menotti      | Tente Sánchez             | Camp Nou              | 121 401   | Meyba     |              |
| Cádiz              | Cádiz         | Benito Joanet      | José Mari Martín-Bejarano | Ramón de Carranza     | 20 724    | Meyba     |              |
| Espanyol           | Barcelona     | Xabier Azkargorta  | Fernando Molinos          | Sarriá                | 43 667    | Meyba     |              |
| Málaga             | Málaga        | Antonio Benítez    | Juan Carlos               | Coliseum              | 44 000    | Adidas    |              |
| Mallorca           | Palma         | Marcel Domingo     | Rafael Gallardo           | Luis Sitjar           | 18 000    | Ressy     | Pryca        |
| Osasuna            | Pamplona      | Iván Brzić         | José Manuel Echeverria    | El Sadar              | 30 000    | Meyba     |              |
| Real Betis         | Sevilla       | Pepe Alzate        | José Romo                 | Benito Villamarín     | 50 253    | Meyba     |              |
| Real Madrid        | Madrid        | Alfredo Di Stéfano | Miguel Ángel González     | Santiago Bernabéu     | 90 089    | Adidas    | Zanussi      |
| Real Murcia        | Murcia        | Eusebio Ríos       | Santiago Antonaya         | La Condomina          | 25 000    | Adidas    |              |
| Real Sociedad      | San Sebastián | Alberto Ormaetxea  | Luis Miguel Arconada      | Atocha                | 16 700    | Adidas    |              |
| Real Sporting      | Gijón         | Vujadin Boškov     | José Redondo              | El Molinón            | 46 000    | Adidas    |              |
| Real Valladolid    | Valladolid    | Fernando Redondo   | Pepe Moré                 | José Zorrilla         | 30 000    | Adidas    | Helios       |
| Real Zaragoza      | Zaragoza      | Leo Beenhakker     | Jorge Valdano             | La Romareda           | 42 000    | Adidas    | Pikolín      |
| Salamanca          | Salamanca     | Manolo Villanova   | Enrique Miguel            | Helmántico            | 18 000    | Adidas    | Ledesa       |
| Sevilla            | Sevilla       | Manolo Cardo       | Enrique Montero           | Ramón Sánchez-Pizjuán | 68 110    | Yama      |              |
| Valencia           | Valencia      | Roberto Gil        | Mario Alberto Kempes      | Luis Casanova         | 55 000    | Ressy     |              |

## Desarrollo del campeonato
La liga 1983/84 presentó pocas diferencias respecto a la anterior temporada. Se repitió el mismo desenlace, con el Athletic Club y el Real Madrid jugándose el título en la última jornada, esta vez en competencia también con el F. C. Barcelona.

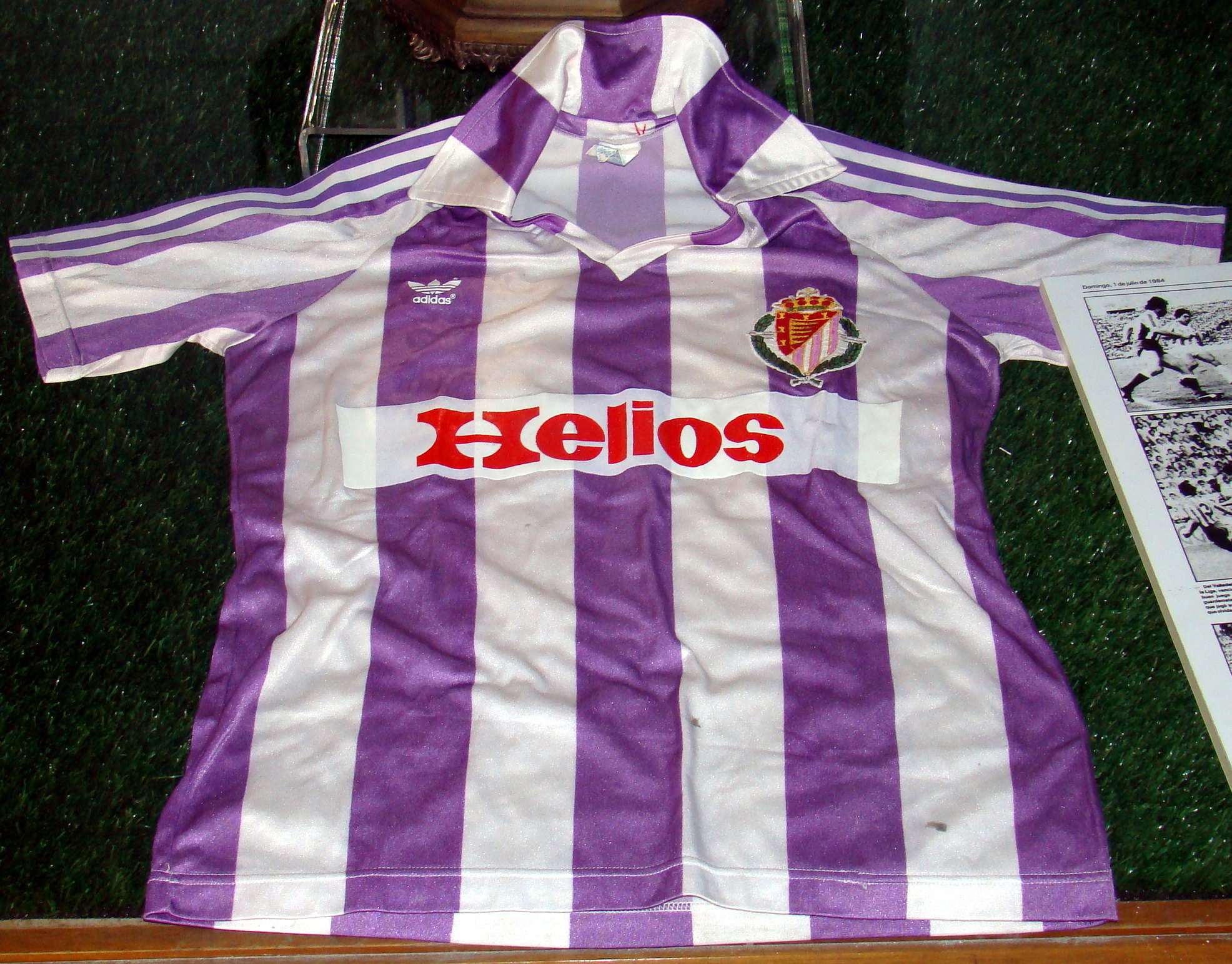
Camiseta del Real Valladolid en la temporada 1983/84.

Tampoco hubo movimientos importantes en el mercado de traspasos. Los éxitos recientes de la Real Sociedad y el Athletic Club, con jugadores de la casa, llevaron a los equipos a mirar a la cantera a la hora de reforzarse. El caso más significativo fue el del Real Madrid, cuya filial, que llevaba años destacando, se proclamó campeón de Segunda ese año. A lo largo de la temporada Di Stéfano echó mano de varios de los jóvenes integrantes de la llamada «Quinta del Buitre», como Martín Vázquez, Sanchís y Butragueño, así como «Chendo». También el Barcelona confió en los canteranos Clos y Rojo como únicos refuerzos y el único fichaje del campeón fue recuperar al cedido Endika. Con ellos, Elduayen en la Real Sociedad, Fernando en el Valencia CF, Miquel Soler en RCD Español o Eusebio y Fonseca en el Real Valladolid, fueron algunos de los descubrimientos de esta temporada.
La liga arrancó muy igualada. El Atlético de Madrid fue el único equipo que pudo asentarse, inicialmente, en el liderato, aprovechando la irregularidad mostrada por el resto de favoritos. El primer gran duelo de la temporada tuvo lugar en la cuarta jornada, con la visita del Athletic Club al Camp Nou. El F. C. Barcelona mostró sus aspiraciones al título goleando por 4-0 al vigente campeón, pero el encuentro estuvo marcado, sobre todo, por la polémica entrada de Goikoetxea a Diego Armando Maradona, que dejó al argentino fuera de combate durante tres meses. El colegiado, Jiménez Madrid, sancionó la infracción con cartulina amarilla, pero luego, el Comité de Competición suspendió al defensa vasco durante 18 partidos, un duro castigo que las apelaciones consiguieron rebajar a siete jornadas.
La goleada encajada y la sanción a Goikoetxea desestabilizaron a los leones, que no encontraron el rumbo durante varias semanas, recibiendo otros cuatro goles en su visita al Sevilla FC. Tampoco encontró la estabilidad el Barcelona que, a pesar de la victoria ante el Athletic, sufrió un duro varapalo en la octava jornada, al sucumbir contra el Real Madrid en el Camp Nou.
El Madrid parecía encontrar el camino tras un mal inicio: una humillante goleada en Málaga por 6-2 en la 2.ª jornada, una derrota en el Bernabéu ante el Valencia CF en la 3.ª jornada y otro traspié en Zaragoza en la 6.ª jornada. Tras la victoria en el Clásico, los blancos dieron un nuevo golpe de efecto, goleando en el derbi madrileño (5-0) para desplazar al Atlético del liderato.
Una semana más tarde, la clasificación daba un nuevo vuelco: el Real Madrid salió del Sánchez Pizjuán con cuatro goles en el zurrón y el Atlético recuperó el liderato. Pero la siguiente jornada vivió un nuevo cambio de líder. El Barcelona se encaramó al primer puesto goleando en el Luis Casanova (2-4) y aprovechando que el Atlético había sido apabullado por el sorprendente CD Málaga (5-1). Los de la Costa del Sol se situaban colíderes, empatados a puntos con los barcelonistas.
En la 12.ª jornada el Real Madrid se situó como líder en solitario. Con cuatro victorias y un empate ante el Athletic, los blancos se mantuvieron en cabeza hasta el final de la primera vuelta. Los leones fueron subcampeones de invierno con un punto de desventaja respecto al líder. A cuatro quedaba el F. C. Barcelona y a cinco el Real Zaragoza. Cerraba los puestos de UEFA el CD Málaga, convertido en la gran revelación. Otra de las sorpresas de la primera vuelta fue la del recién ascendido Murcia: los pimentoneros fueron el equipo que más tardó en caer, aguantando invictos hasta la octava jornada, todo lo contrario que otro novato, el RCD Mallorca, que no conoció la victoria hasta la 16.ª jornada, finalizando la primera mitad del campeonato como farolillo rojo.
El Athletic empezó con fuerza la segunda vuelta. Sacando el máximo provecho al fútbol resultadista de Clemente, basado en la defensa y el contragolpe, los vizcaínos encadenaron cuatro victorias por la mínima y se auparon al liderato, aprovechando el desliz del Real Madrid ante el Betis (4-1).

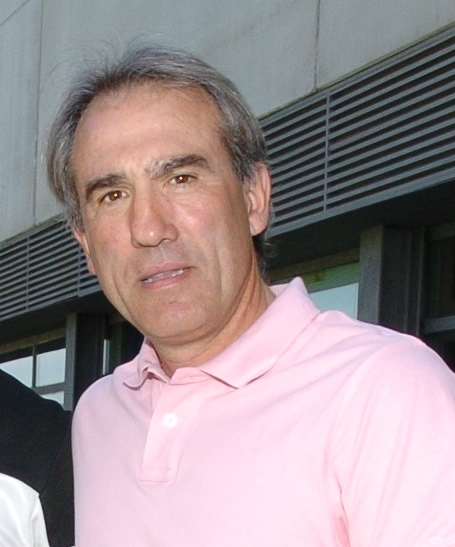
Goikoetxea protagonizó la polémica de la temporada, al lesionar gravemente a Maradona.

Pero en la 21.ª jornada los vascos se vieron sorprendidos por el F. C. Barcelona. Los catalanes, capaces de lo mejor y de lo peor, venían de empatar en casa con el colista Mallorca, pero vencieron al líder en San Mamés con dos dianas de Maradona. Una nueva derrota bilbaína, la siguiente jornada en el Calderón, daba vida a la liga: Barça y Atlético se habían subido al carro de la lucha por el título y el Real Madrid recuperaba el liderato remontando en el último minuto, en Cádiz, un partido que perdía por 2-0, con dos goles de un joven debutante: Emilio Butragueño.
Con gran dificultad, el Real Madrid fue sacando adelante sus partidos, superando también el escollo del F. C. Barcelona con un gol de Santillana a diez minutos del final. Pero los tropiezos ante Atlético y Sevilla permitieron al Athletic Club darle caza, y ambos llegaron empatados a 41 puntos al duelo de la 30.ª jornada. Los madrileños se adelantaron en San Mamés por medio de Stielike, pero los locales remontaron gracias a Goicoetxea y Dani en el último suspiro. El F. C. Barcelona y el Atlético de Madrid aprovecharon para recortar distancias con la cabeza, apurando sus opciones al título, aunque, a falta de cuatro jornadas, el Athletic, que contaba con la ventaja de dos puntos y el goal average, parecía el principal favorito.
Nada más lejos de la realidad. Los rojiblancos se dejaron dos puntos en su visita al inexpugnable Benito Villamarín y el Real Madrid, que ganó al Real Murcia, le igualó en puntos. También ganó el Barcelona, que seguía recortando distancias con la cabeza, mientras que el Atlético quedó totalmente descartado de la lucha con una sorprendente derrota ante un Cádiz CF desahuciado.
Ninguno de los tres aspirantes falló en la antepenúltima jornada. El Athletic logró una sufrida victoria ante el CD Málaga (2-1), el Real Madrid ganó en Gijón con un gol de Stielike en el último minuto y el Barcelona triunfó sin problemas ante la UD Salamanca. En la penúltima jornada estuvo a punto de saltar la sorpresa en Valencia, pero Noriega, con un gol a cinco minutos del final, logró dos puntos de oro para el Athletic. Nada cambió, porque el Barcelona ganó el derbi y el Real Madrid se impuso, aunque con muchos apuros, al Real Valladolid. De este modo, Athletic Club y Real Madrid llegaban a la jornada de clausura empatados a puntos, pero con el average favorable a los primeros. Y, un punto por detrás, el F. C. Barcelona, esperando la carambola.
Como un año antes, el título volvió a decidirse en una jornada final de infarto. El Real Madrid jugaba en Sarriá ante un RCD Español sin alicientes. Por el contrario, el Athletic debía ganar en el derbi a una Real Sociedad que aspiraba a una plaza para la Copa de la UEFA. El F. C. Barcelona también tenía un desplazamiento complicado al Vicente Calderón. Los azulgrana fueron los primeros en marcar, aunque pocos minutos después el Atlético hizo el empate.

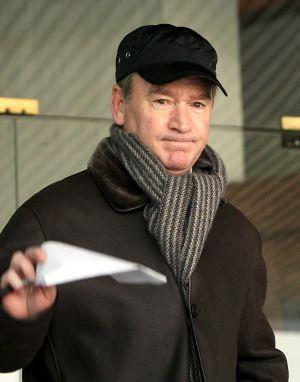
Clemente condujo al Athletic a su segunda liga consecutiva.

San Mamés estalló en el minuto 18, cuando el central Liceranzu abrió el marcador. Antes del descanso, Lobo Carrasco adelantó nuevamente al F. C. Barcelona, en un triunfo, por el momento, estéril. A los diez minutos de la reanudación, saltó la sorpresa en Sarriá, con el gol del españolista Orejuela. Bilbao festejó el título hasta que, en el minuto 68, Pedro Uralde empató para la Real Sociedad. En ese momento, la combinación de resultados hacía campeón al Barça, una alegría que solo duró dos minutos, hasta que Butragueño empató en Sarriá transformando un controvertido penalti. Se producía un triple empate, beneficioso para los intereses blancos, que fueron virtualmente campeones durante diez minutos. En el minuto 79, Bilbao estalló con un cabezazo de Liceranzu a la red donostiarra. Un gol histórico porque, además de ser el número 3.000 del Athletic en Primera, le dio su octavo título de liga. La emoción se mantuvo al máximo hasta el final, porque Butragueño, nuevamente de penalti, adelantó a su equipo en Sarriá, pero en Bilbao ya no se movió el marcador.
Todo quedó como estaba, y el Athletic Club fue nuevamente campeón gracias al gol average particular con el Real Madrid. El F. C. Barcelona fue tercero, con un punto menos, y el Atlético de Madrid, a pesar de la derrota, ya hacía semanas que se había asegurado la cuarta plaza, con acceso a la Copa de la UEFA.
Diez días antes de finalizar la liga, Athletic y Barcelona se habían clasificado para la final de la Copa del Rey, lo que permitía al quinto clasificado en liga acceder a la Copa de la UEFA; una plaza que se disputaron los irregulares Real Betis y Real Sociedad. Los verdiblancos fueron el único equipo invicto en casa, pero solo sumaron seis puntos en sus desplazamientos. Por su parte los donostiarras, que empezaron la temporada en puestos de descenso, remontaron tras encadenar once jornadas invictos en la segunda vuelta. En la jornada de clausura, el Real Betis, fiel a su trayectoria, perdió en su visita a Valladolid, pero se benefició del resultado del derbi vasco para conservar la quinta posición.
Por la cola, RCD Mallorca, Cádiz CF y UD Salamanca, que ocuparon durante prácticamente toda la temporada las posiciones de descenso, perdieron la categoría matemáticamente varias jornadas antes de finalizar la liga.

## Desarrollo

### Clasificación
| Pos. | Equipo             | Pts. | PJ | G  | E  | P  | GF | GC | Dif. | Clasificación                           |
| ---- | ------------------ | ---- | -- | -- | -- | -- | -- | -- | ---- | --------------------------------------- |
| 1    | Athletic Club (C)  | 49   | 34 | 20 | 9  | 5  | 53 | 30 | +23  | Clasifica a la Copa de Europa 1984-85   |
| 2    | Real Madrid        | 49   | 34 | 22 | 5  | 7  | 59 | 37 | +22  | Clasifica a la Copa de la UEFA 1984-85  |
| 3    | Barcelona          | 48   | 34 | 20 | 8  | 6  | 62 | 28 | +34  | Clasifica a la Recopa de Europa 1984-85 |
| 4    | Atlético de Madrid | 42   | 34 | 17 | 8  | 9  | 53 | 47 | +6   | Clasifica a la Copa de la UEFA 1984-85  |
| 5    | Betis              | 38   | 34 | 17 | 4  | 13 | 45 | 40 | +5   | Clasifica a la Copa de la UEFA 1984-85  |
| 6    | Real Sociedad      | 37   | 34 | 14 | 9  | 11 | 43 | 35 | +8   |                                         |
| 7    | Real Zaragoza      | 35   | 34 | 12 | 11 | 11 | 50 | 41 | +9   |                                         |
| 8    | Sevilla            | 34   | 34 | 13 | 8  | 13 | 42 | 43 | −1   |                                         |
| 9    | C. D. Málaga       | 33   | 34 | 11 | 11 | 12 | 41 | 35 | +6   |                                         |
| 10   | Español            | 33   | 34 | 10 | 13 | 11 | 42 | 44 | −2   |                                         |
| 11   | Real Murcia        | 32   | 34 | 10 | 12 | 12 | 42 | 38 | +4   |                                         |
| 12   | Valencia           | 32   | 34 | 12 | 8  | 14 | 45 | 47 | −2   |                                         |
| 13   | Sporting de Gijón  | 30   | 34 | 11 | 8  | 15 | 38 | 47 | −9   |                                         |
| 14   | Real Valladolid    | 29   | 34 | 11 | 7  | 16 | 44 | 60 | −16  | Clasifica a la Copa de la UEFA 1984-85  |
| 15   | Osasuna            | 28   | 34 | 11 | 6  | 17 | 30 | 44 | −14  |                                         |
| 16   | Cádiz (D)          | 22   | 34 | 6  | 10 | 18 | 36 | 51 | −15  | Desciende a Segunda División            |
| 17   | Mallorca (D)       | 21   | 34 | 3  | 15 | 16 | 27 | 56 | −29  | Desciende a Segunda División            |
| 18   | Salamanca (D)      | 20   | 34 | 5  | 10 | 19 | 30 | 59 | −29  | Desciende a Segunda División            |

 Fuente: BDFutbol
1. ↑  El Barcelona se clasificó para la Recopa de Europa por haber sido subcampeón de la Copa del Rey de fútbol 1983-84 Al haber ganado el Athletic club Liga y Copa.
2. ↑  El Real Valladolid se clasifica para la Copa de la UEFA 1984-85 como campeón de la Copa de la Liga.

### Evolución de la clasificación
| Equipo / Jornada | 1  | 2  | 3  | 4  | 5  | 6  | 7  | 8  | 9  | 10 | 11 | 12 | 13 | 14 | 15 | 16 | 17 | 18 | 19 | 20 | 21 | 22 | 23 | 24 | 25 | 26 | 27 | 28 | 29 | 30 | 31 | 32 | 33 | 34 |
| Equipo / Jornada |    |    |    |    |    |    |    |    |    |    |    |    |    |    |    |    |    |    |    |    |    |    |    |    |    |    |    |    |    |    |    |    |    |    |
| ---------------- | -- | -- | -- | -- | -- | -- | -- | -- | -- | -- | -- | -- | -- | -- | -- | -- | -- | -- | -- | -- | -- | -- | -- | -- | -- | -- | -- | -- | -- | -- | -- | -- | -- | -- |
| Athletic         | 3  | 3  | 1  | 5  | 6  | 7  | 6  | 6  | 7  | 2  | 5  | 2  | 2  | 2  | 2  | 2  | 2  | 1  | 1  | 1  | 1  | 2  | 2  | 2  | 2  | 2  | 1  | 1  | 1  | 1  | 1  | 1  | 1  | 1  |
| Real Madrid      | 5  | 12 | 13 | 10 | 7  | 9  | 8  | 3  | 1  | 5  | 2  | 1  | 1  | 1  | 1  | 1  | 1  | 2  | 2  | 2  | 2  | 1  | 1  | 1  | 1  | 1  | 2  | 2  | 2  | 2  | 2  | 2  | 2  | 2  |
| Barcelona        | 14 | 11 | 6  | 3  | 2  | 2  | 4  | 7  | 8  | 4  | 1  | 3  | 3  | 3  | 3  | 3  | 3  | 3  | 3  | 4  | 3  | 3  | 3  | 3  | 4  | 4  | 3  | 3  | 3  | 3  | 3  | 3  | 3  | 3  |
| Atlético         | 1  | 2  | 2  | 1  | 1  | 1  | 3  | 1  | 3  | 1  | 6  | 7  | 10 | 6  | 8  | 5  | 8  | 7  | 4  | 3  | 4  | 4  | 4  | 4  | 3  | 3  | 4  | 4  | 4  | 4  | 4  | 4  | 4  | 4  |
| Real Betis       | 17 | 6  | 5  | 9  | 9  | 10 | 9  | 5  | 5  | 8  | 7  | 9  | 6  | 7  | 6  | 9  | 6  | 5  | 7  | 7  | 6  | 7  | 5  | 8  | 6  | 7  | 6  | 6  | 5  | 5  | 5  | 5  | 5  | 5  |
| Real Sociedad    | 15 | 7  | 12 | 15 | 15 | 17 | 17 | 17 | 15 | 17 | 14 | 15 | 14 | 13 | 11 | 13 | 13 | 13 | 10 | 10 | 10 | 8  | 8  | 7  | 7  | 6  | 5  | 5  | 6  | 7  | 6  | 6  | 6  | 6  |
| Real Zaragoza    | 10 | 14 | 11 | 8  | 11 | 8  | 11 | 10 | 10 | 7  | 4  | 5  | 4  | 4  | 4  | 6  | 4  | 6  | 6  | 5  | 5  | 5  | 7  | 5  | 5  | 5  | 7  | 7  | 7  | 6  | 9  | 8  | 8  | 7  |
| Sevilla          | 4  | 8  | 10 | 7  | 8  | 6  | 7  | 8  | 9  | 3  | 8  | 8  | 11 | 12 | 10 | 8  | 9  | 11 | 12 | 12 | 12 | 12 | 14 | 12 | 13 | 13 | 13 | 11 | 13 | 11 | 12 | 12 | 10 | 8  |
| CD Málaga        | 6  | 4  | 8  | 6  | 3  | 4  | 2  | 4  | 2  | 6  | 3  | 4  | 5  | 5  | 5  | 7  | 5  | 4  | 5  | 6  | 7  | 6  | 6  | 6  | 9  | 9  | 10 | 13 | 9  | 9  | 8  | 9  | 7  | 9  |
| RCD Español      | 18 | 18 | 16 | 16 | 13 | 13 | 12 | 12 | 13 | 13 | 13 | 11 | 9  | 9  | 7  | 4  | 7  | 8  | 8  | 8  | 9  | 9  | 11 | 10 | 11 | 11 | 8  | 10 | 10 | 8  | 7  | 7  | 9  | 10 |
| Real Murcia      | 2  | 1  | 3  | 4  | 4  | 5  | 5  | 9  | 4  | 10 | 9  | 6  | 8  | 10 | 12 | 10 | 10 | 9  | 9  | 9  | 8  | 11 | 10 | 11 | 10 | 10 | 11 | 8  | 8  | 10 | 10 | 10 | 11 | 11 |
| Valencia         | 8  | 5  | 4  | 2  | 5  | 3  | 1  | 2  | 6  | 9  | 11 | 10 | 7  | 8  | 9  | 11 | 11 | 12 | 14 | 13 | 14 | 14 | 12 | 14 | 12 | 12 | 12 | 9  | 12 | 13 | 11 | 11 | 12 | 12 |
| Sporting         | 11 | 16 | 9  | 13 | 14 | 14 | 13 | 13 | 12 | 11 | 10 | 12 | 13 | 11 | 13 | 12 | 12 | 10 | 11 | 11 | 11 | 10 | 9  | 9  | 8  | 8  | 9  | 12 | 11 | 12 | 13 | 13 | 13 | 13 |
| Real Valladolid  | 7  | 13 | 7  | 11 | 10 | 11 | 10 | 11 | 11 | 12 | 12 | 13 | 12 | 15 | 15 | 15 | 15 | 16 | 15 | 15 | 15 | 15 | 15 | 15 | 15 | 15 | 15 | 15 | 15 | 15 | 15 | 15 | 15 | 14 |
| Osasuna          | 12 | 15 | 17 | 18 | 18 | 15 | 16 | 15 | 16 | 14 | 15 | 14 | 15 | 14 | 14 | 14 | 14 | 14 | 13 | 14 | 13 | 13 | 13 | 13 | 14 | 14 | 14 | 14 | 14 | 14 | 14 | 14 | 14 | 15 |
| Cádiz            | 16 | 17 | 18 | 14 | 17 | 16 | 15 | 14 | 14 | 15 | 16 | 17 | 17 | 17 | 17 | 17 | 17 | 17 | 17 | 18 | 18 | 18 | 18 | 18 | 18 | 18 | 18 | 18 | 17 | 18 | 16 | 16 | 16 | 16 |
| Mallorca         | 9  | 9  | 15 | 17 | 16 | 18 | 18 | 18 | 18 | 18 | 18 | 18 | 18 | 18 | 18 | 18 | 18 | 18 | 18 | 17 | 17 | 17 | 17 | 16 | 16 | 17 | 16 | 16 | 16 | 16 | 17 | 17 | 18 | 17 |
| Salamanca        | 13 | 10 | 14 | 12 | 12 | 12 | 14 | 16 | 17 | 16 | 17 | 16 | 16 | 16 | 16 | 16 | 16 | 15 | 16 | 16 | 16 | 16 | 16 | 17 | 17 | 16 | 17 | 17 | 18 | 17 | 18 | 18 | 17 | 18 |

## Resultados

### Tabla de resultados cruzados
| Local \ Visitante  | ATH | ATM | BAR | BET | CAD | ESP | MAL | MLL | MUR | OSA | RMA | RSO | SAL | SEV | SPO | VAL | VLD | ZAR |
| ------------------ | --- | --- | --- | --- | --- | --- | --- | --- | --- | --- | --- | --- | --- | --- | --- | --- | --- | --- |
| Athletic Club      | —   | 2–2 | 1–2 | 2–0 | 3–1 | 1–1 | 2–1 | 4–0 | 4–1 | 1–0 | 2–1 | 2–1 | 6–3 | 5–0 | 1–0 | 2–0 | 1–0 | 1–0 |
| Atlético de Madrid | 1–0 | —   | 1–2 | 4–3 | 1–0 | 1–0 | 3–1 | 3–0 | 1–1 | 3–0 | 1–0 | 2–1 | 1–0 | 1–0 | 1–1 | 1–2 | 3–1 | 3–3 |
| F. C. Barcelona    | 4–0 | 2–1 | —   | 3–1 | 4–1 | 5–2 | 1–0 | 1–1 | 2–0 | 1–0 | 1–2 | 0–0 | 2–0 | 3–1 | 4–0 | 0–0 | 5–0 | 0–0 |
| Real Betis         | 2–0 | 1–0 | 0–0 | —   | 2–1 | 4–1 | 2–0 | 2–0 | 1–0 | 1–0 | 4–1 | 0–0 | 1–0 | 1–0 | 3–0 | 3–2 | 3–1 | 3–1 |
| Cádiz C. F.        | 0–1 | 3–1 | 1–1 | 0–0 | —   | 1–1 | 0–0 | 3–0 | 1–3 | 0–0 | 2–3 | 1–1 | 2–0 | 0–1 | 0–2 | 2–0 | 5–1 | 1–2 |
| R. C. D. Español   | 0–0 | 1–4 | 1–0 | 4–1 | 1–1 | —   | 1–1 | 3–1 | 1–1 | 2–0 | 1–2 | 2–2 | 3–0 | 1–0 | 2–0 | 1–2 | 2–0 | 0–0 |
| C. D. Málaga       | 0–0 | 5–1 | 0–1 | 1–1 | 1–1 | 2–1 | —   | 2–0 | 1–0 | 1–2 | 6–2 | 2–2 | 2–1 | 1–0 | 3–1 | 2–1 | 3–1 | 0–1 |
| R. C. D. Mallorca  | 0–0 | 1–1 | 1–4 | 0–1 | 1–1 | 1–1 | 0–0 | —   | 1–1 | 3–0 | 0–2 | 2–1 | 1–1 | 2–2 | 1–2 | 1–2 | 1–1 | 1–1 |
| Real Murcia C. F.  | 0–1 | 0–0 | 0–0 | 1–0 | 3–1 | 2–0 | 2–1 | 4–1 | —   | 4–0 | 0–1 | 3–1 | 1–0 | 1–1 | 2–1 | 3–3 | 1–2 | 0–0 |
| C. A. Osasuna      | 1–1 | 1–2 | 4–2 | 1–0 | 2–0 | 0–0 | 0–0 | 4–0 | 1–0 | —   | 1–1 | 0–3 | 0–0 | 3–0 | 1–0 | 2–0 | 3–0 | 1–4 |
| Real Madrid C. F.  | 0–0 | 5–0 | 2–1 | 2–0 | 6–2 | 1–0 | 1–0 | 2–0 | 3–2 | 2–0 | —   | 0–0 | 3–0 | 2–2 | 2–1 | 0–1 | 2–1 | 1–0 |
| Real Sociedad      | 0–1 | 3–1 | 0–1 | 1–0 | 1–0 | 1–1 | 0–2 | 1–0 | 0–0 | 1–0 | 1–3 | —   | 4–0 | 1–0 | 3–0 | 1–0 | 2–1 | 2–1 |
| U. D. Salamanca    | 1–2 | 2–2 | 1–3 | 1–3 | 1–0 | 2–2 | 1–0 | 1–1 | 2–2 | 3–1 | 0–1 | 1–1 | —   | 1–0 | 0–1 | 1–0 | 2–2 | 1–1 |
| Sevilla F. C.      | 4–1 | 0–1 | 3–1 | 2–1 | 2–1 | 2–1 | 0–0 | 0–0 | 1–0 | 3–0 | 4–1 | 0–3 | 3–2 | —   | 1–1 | 2–0 | 2–1 | 2–0 |
| Sporting de Gijón  | 2–2 | 2–0 | 0–0 | 2–0 | 2–1 | 0–1 | 2–0 | 0–3 | 1–1 | 2–1 | 1–2 | 1–2 | 1–1 | 1–0 | —   | 1–1 | 5–1 | 1–1 |
| Valencia C. F.     | 1–2 | 1–2 | 2–4 | 3–1 | 1–1 | 4–0 | 1–1 | 2–2 | 1–1 | 2–0 | 0–0 | 2–1 | 1–0 | 2–0 | 0–3 | —   | 3–2 | 1–3 |
| Real Valladolid    | 0–0 | 1–2 | 2–1 | 1–0 | 2–0 | 0–0 | 2–2 | 2–0 | 2–1 | 0–1 | 0–2 | 4–1 | 3–1 | 3–3 | 2–0 | 2–1 | —   | 2–1 |
| Real Zaragoza      | 1–2 | 2–2 | 0–1 | 5–0 | 1–2 | 2–4 | 1–0 | 1–1 | 2–1 | 2–0 | 3–1 | 2–1 | 3–0 | 1–1 | 4–1 | 0–3 | 1–1 | —   |

## Datos y estadísticas

### Máximos goleadores
Juan Gómez, Juanito, (Real Madrid) y Jorge da Silva (Real Valladolid) compartieron el Trofeo Pichichi al máximo goleador del torneo. Ambos lo ganaron por primera y única vez en su carrera, siendo además el Polilla el primer futbolista uruguayo en conseguirlo.
El Polilla Da Silva tuvo un inicio goleador arrollador, con cinco tantos en las tres primeras jornadas. Luego, decayó su ritmo anotador y se vio superado en la segunda vuelta por Juanito, cuyos goles decisivos mantuvieron vivo al Real Madrid en la lucha por el título. Pero el delantero de Fuengirola se lesionó en San Mamés y se perdió las dos últimas jornadas de liga. En la penúltima, Da Silva igualó sus 17 goles, pero una suspensión por acumulación de amonestaciones le impidió superarle en la última jornada.
| Pos. | Jugador               | Equipo             | Goles | Part. | Prom. |
| ---- | --------------------- | ------------------ | ----- | ----- | ----- |
| 1    | Jorge da Silva        | Real Valladolid    | 17    | 30    | 0.57  |
| 2    | Juanito Gómez         | Real Madrid        | 17    | 31    | 0.55  |
| 3    | Mágico González       | Cádiz              | 14    | 31    | 0.45  |
| 4    | Carlos Santillana     | Real Madrid        | 13    | 31    | 0.42  |
| 5    | Hugo Sánchez          | Atlético de Madrid | 12    | 27    | 0.44  |
| 6    | Roberto López Ufarte  | Real Sociedad      | 12    | 32    | 0.38  |
| 7    | Marcos Alonso         | Barcelona          | 12    | 34    | 0.35  |
| 8    | Raúl Vicente Amarilla | Real Zaragoza      | 11    | 29    | 0.38  |
| 9    | José Roberto Figueroa | Real Murcia        | 11    | 29    | 0.38  |
| 10   | Paco Machín           | Real Betis         | 11    | 32    | 0.34  |
| 11   | Diego Maradona        | Barcelona          | 11    | 32    | 0.34  |
| 12   | Lobo Carrasco         | Barcelona          | 11    | 34    | 0.32  |
| 13   | Patxi Iriguibel       | Osasuna            | 11    | 22    | 0.5   |
| 14   | Orlando Giménez       | Espanyol           | 10    | 30    | 0.33  |
| 15   | Peio Uralde           | Real Sociedad      | 10    | 34    | 0.29  |

### Mejor portero
Al finalizar la temporada, el portero con el menor coeficiente de goles encajados recibe el Trofeo Zamora. El guardameta del F. C. Barcelona, Francisco Javier Urruticoechea, Urruti, logró el trofeo al portero menos goleado del campeonato.
A partir de esta temporada, el trofeo estrenó nuevas normas. La cifra mínima de partidos disputados para optar al premio se incrementó de 22 a 28. Además, a partir de este año únicamente se comenzaron a considerar computables aquellos partidos en los que el guardamet permaneciera 60 minutos, o más, en el terreno de juego.
| Pos. | Jugador                 | Equipo        | G.R. | P.J. | Coef. |
| ---- | ----------------------- | ------------- | ---- | ---- | ----- |
| 1    | Francisco Javier Urruti | Barcelona     | 26   | 33   | 0.79  |
| 2    | Miguel Ángel González   | Real Madrid   | 24   | 28   | 0.86  |
| 3    | Andoni Zubizarreta      | Athletic Club | 30   | 34   | 0.88  |
| 4    | Manuel Cervantes        | Real Murcia   | 28   | 28   | 1     |
| 5    | Fernando Peralta        | Málaga        | 35   | 34   | 1.03  |
| 6    | Luis Miguel Arconada    | Real Sociedad | 30   | 38   | 0.79  |
| 7    | Thomas N'Kono           | Espanyol      | 34   | 31   | 1.1   |
| 8    | Eugenio Vitaller        | Real Zaragoza | 32   | 29   | 1.1   |
| 9    | José Ramón Esnaola      | Real Betis    | 40   | 33   | 1.21  |
| 10   | Francisco Buyo          | Sevilla       | 43   | 34   | 1.26  |

### Premio Don Balón
- Mejor jugador / Número 1 Ranking Don Balón: Manuel Cervantes (Real Murcia) y Juan Barbas (Real Zaragoza)
- Mejor jugador español: Manuel Cervantes (Real Murcia)
- Mejor jugador español: Juan Barbas (Real Zaragoza)
- Mejor entrenador: Javier Clemente (Athletic Club)

### Estadísticas
Resumen estadístico de la temporada.
- Total goles marcados: 782 en 306 partidos (promedio: 2,56 goles por partido)
- Más goles en un partido: 9 goles
  - Athletic Club 6 - UD Salamanca 3 (jornada 3)
- Mayor victoria local: 5 goles
  - Real Madrid 5 - Atlético de Madrid 0 (jornada 9)
  - Athletic Club 5 - Sevilla FC 0 (jornada 23)
  - F. C. Barcelona 5 - Real Valladolid 0 (jornada 24)
- Mayor victoria visitante: 3 goles
  - RCD Español 1 - Atlético de Madrid 4 (jornada 1)
  - RCD Mallorca 1 - F. C. Barcelona 4 (jornada 3)
  - Sevilla FC 0 - Real Sociedad 3 (jornada 14)
  - Valencia CF 0 - Real Sporting de Gijón 3 (jornada 18)
  - Real Zaragoza 0 - Valencia CF 3 (jornada 26)
  - Real Sporting de Gijón 0 - RCD Mallorca 3 (jornada 27)
  - CA Osasuna 0 - Real Sociedad 3 (jornada 32)
  - CA Osasuna 1 - Real Zaragoza 4 (jornada 34)
- Tarjetas: 799
  - Tarjetas amarillas: 754
  - Tarjetas rojas (doble amonestación): 23
  - Tarjetas rojas directas: 22
- Penaltis pitados: 76
  - Macados: 65 (85,5%)
  - Fallados: 11 (14,5%)
- Jugadores alineados: 401
  - Españoles: 349 (87%)
  - Extranjeros: 52 (13%)
- Jugador con más tarjetas amarillas: 10 amonestaciones
  - Chano (Cádiz CF)
- Jugador con más tarjetas rojas: 3 expulsiones
  - José Manuel Echeverría (CA Osasuna)
- Jugador con más minutos de juego: 3.060 minutos (todos)
  - José Ramón Alexanko (F. C. Barcelona)
  - Alex (Real Betis)
  - Paco Buyo (Sevilla FC)
  - Fernando Peralta (CD Málaga)
  - Rafael Gordillo (Real Betis)
  - Alberto Górriz (Real Sociedad)
  - Andoni Zubizarreta (Athletic Club)

## Árbitros
Un total de 32 árbitros -uno menos que la campaña anterior- pitaron en la Primera División 1983/84. Seis colegiados causaron baja con respecto a la temporada 1982/83: Díez Frías, Esquerdo Guerrero, Jaramillo y Riera Morro -todos ellos descendidos a Segunda División-, junto con los retirados Fandos Hernández y Pinter Pastor. Sus puestos fueron ocupados por seis ascendidos de la categoría de plata: Jaime David Bayarri Ribelles, Francisco Casajuana Rifà, Francisco Ceballos Borrego, Tomás Jiménez Moreno, José Mauro Socorro González y Anastasio Mayoral Cedenillas. Todos ellos debutantes en la categoría excepto Mayoral Cedenillas, que ya había pitado en Primera las temporadas 1979/80 y 1980/81.
| Árbitro                         | Colegio           | PA | 1 | X | 2 | TA | TR | TRD | Pen |
| ------------------------------- | ----------------- | -- | - | - | - | -- | -- | --- | --- |
| Merino González, José           | Canario           | 12 | 9 | 3 | 0 | 14 | 0  | 0   | 3   |
| García de Loza, Raúl            | Gallego           | 11 | 5 | 4 | 2 | 21 | 0  | 1   | 3   |
| García Carrión, José            | Valenciano        | 11 | 7 | 2 | 2 | 12 | 0  | 0   | 2   |
| Sánchez Arminio, Victoriano     | Cántabro          | 11 | 5 | 1 | 5 | 6  | 0  | 0   | 3   |
| Jiménez Moreno, Tomás           | Canario           | 10 | 5 | 4 | 1 | 12 | 1  | 0   | 2   |
| Ramos Marcos, Joaquín           | Castellano-Leonés | 10 | 2 | 2 | 6 | 17 | 0  | 0   | 3   |
| Urízar Azpitarte, Ildefonso     | Vizcaíno          | 10 | 4 | 4 | 2 | 16 | 0  | 0   | 2   |
| Crespo Aurre, Felipe            | Catalán           | 10 | 5 | 1 | 4 | 17 | 0  | 0   | 4   |
| Pes Pérez, José Donato          | Aragonés          | 10 | 6 | 2 | 2 | 14 | 0  | 1   | 3   |
| Guruceta Muro, Emilio Carlos    | Murciano          | 10 | 7 | 2 | 1 | 6  | 0  | 1   | 3   |
| Franco Martínez, Ángel          | Murciano          | 10 | 2 | 5 | 3 | 11 | 0  | 0   | 3   |
| Urio Velázquez, Joaquín         | Guipuzcoano       | 10 | 7 | 1 | 2 | 14 | 0  | 1   | 1   |
| Enríquez Negreira, José María   | Catalán           | 10 | 8 | 2 | 0 | 14 | 2  | 1   | 1   |
| Lamo Castillo, Augusto          | Castellano        | 10 | 4 | 3 | 3 | 16 | 0  | 0   | 4   |
| Gutiérrez Fernández, José Ramón | Asturiano         | 9  | 5 | 3 | 1 | 3  | 0  | 0   | 1   |
| Valdés Sánchez, Teodoro         | Oeste             | 9  | 5 | 3 | 1 | 9  | 0  | 0   | 4   |
| Marín López, Miguel Ángel       | Navarro-Riojano   | 9  | 6 | 3 | 0 | 7  | 0  | 0   | 2   |
| Andújar Oliver, Juan            | Andaluz           | 9  | 3 | 4 | 2 | 17 | 1  | 1   | 3   |
| Mayoral Cedenillas, Anastasio   | Castellano        | 9  | 8 | 1 | 0 | 6  | 0  | 0   | 2   |
| Miguel Pérez, José María        | Catalán           | 9  | 4 | 1 | 4 | 9  | 0  | 0   | 3   |
| Álvarez Margüenda, Manuel       | Andaluz           | 9  | 3 | 4 | 2 | 8  | 0  | 0   | 1   |
| Socorro González, José Mauro    | Tinerfeño         | 9  | 6 | 2 | 1 | 5  | 0  | 0   | 2   |
| Sánchez-Molina Soto, Fermín     | Castellano        | 9  | 5 | 2 | 2 | 12 | 2  | 1   | 2   |
| Casajuana Rifà, Francisco       | Catalán           | 9  | 4 | 4 | 1 | 9  | 0  | 1   | 0   |
| Benavente Garasa, José María    | Vizcaíno          | 9  | 6 | 2 | 1 | 18 | 0  | 0   | 4   |
| Soriano Aladrén, Emilio         | Castellano        | 9  | 6 | 2 | 1 | 4  | 0  | 1   | 3   |
| Bayarri Ribelles, Jaime David   | Valenciano        | 9  | 6 | 3 | 0 | 10 | 1  | 0   | 1   |
| Jiménez Madrid, Bartolomé       | Murciano          | 9  | 7 | 1 | 1 | 2  | 0  | 0   | 1   |
| Martín Navarrete, Antonio       | Andaluz           | 9  | 5 | 1 | 3 | 9  | 0  | 0   | 3   |
| Ceballos Borrego, Francisco     | Extremeño         | 9  | 7 | 1 | 1 | 14 | 0  | 1   | 2   |
| Damin Rendon, Sebastián         | Andaluz           | 9  | 3 | 5 | 1 | 13 | 1  | 1   | 3   |
| Borrás Del Barrio, Antonio      | Balear            | 8  | 4 | 3 | 1 | 7  | 0  | 0   | 1   |

PA = Partidos arbirtados; 1 = Partidos con victorial local; X = Partidos con empate; 2 = Partidos con victoria visitante; TA = Tarjetas amarillas mostradas; TR = Tarjetas rojas mostradas; TRD = Tarjetas rojas directas mostradas; Pen = Penaltis señalados

### Recusaciones
Como en temporadas anteriores, cada club pudo recusar un máximo de cuatro colegiados, evitando así su arbitraje a lo largo de todo el campeonato. De los 32 árbitros de la categoría, 19 fueron recusados, como mínimo, por algún club, siendo Guruceta Muro y Álvarez Margüenda los más vetados, al ser evitados por cuatro clubes.
| Club               | Total | Árbitros recusados                                                    |
| ------------------ | ----- | --------------------------------------------------------------------- |
| Athletic Club      | 4     | García Carrión, Guruceta Muro, Lamo Castillo, Urío Velázquez          |
| Atlético de Madrid | 2     | Guruceta Muro, Álvarez Margüenda                                      |
| F. C. Barcelona    | 1     | Guruceta Muro                                                         |
| Real Betis         | 1     | Franco Martínez                                                       |
| Cádiz CF           | 1     | Mayoral Cenedillas                                                    |
| RCD Español        | -     |                                                                       |
| CD Málaga          | 2     | Borrás del Barrio, Pes Pérez                                          |
| RCD Mallorca       | -     |                                                                       |
| Real Murcia        | 3     | Álvarez Margüenda, Álvarez Crespo, Jiménez Moreno                     |
| CA Osasuna         | 4     | Andújar Oliver, Álvarez Margüenda, Borrás del Barrio, Damin Rendon    |
| Real Madrid        | 1     | Pes Pérez                                                             |
| Real Sociedad      | 4     | Borrás, Crespo, Ramos Marcos, Gutiérrez Fernández                     |
| UD Salamanca       | 4     | Lamo Castillo, Miguel Pérez, Gutiérrez Fernández, Sánchez Molina      |
| Sevilla FC         | 3     | Lamo Castillo, Miguel Pérez, Ramos Marcos                             |
| Sporting           | 2     | Guruceta Muro, Merino González                                        |
| Valencia CF        | 1     | Soriano Aladrén                                                       |
| Real Valladolid    | 4     | Damin Rendon, Merino González, Gutiérrez Fernández, Álvarez Margüenda |
| Real Zaragoza      | -     |                                                                       |